# ФК Токио
ФК „Токио“ (Efushī Tōkyō) е футболен отбор от град Токио, Япония.
Започва съществуването си като фирмен тим на компанията „Токио Газ“ и записва първото си участие в елита в последния сезон на старата лига през 1991 г. Истинският възход започва с идването на бразилеца Амарал, който играе в тима 11 г.и си спечелва прозвището „Краля на Токио“.

## Отличия
- Купа на Джей лигата: 2004, 2009 г.

## Известни бивши играчи
- Пауло Уанчоп (Коста Рика)
- Амарал (Бразилия) 1992/2003
- Йоичи Дой
- Юто Нагатомо